# Warren Hoburg
Warren Woodrow “Woody” Hoburg (Pittsburgh, 16 september 1985) is een Amerikaans ruimtevaarder. Hij werd in 2017 door NASA geselecteerd om te trainen als astronaut en ging in maart 2023 voor het eerst de ruimte in. Hij is één van de 18 NASA astronauten die in december 2020 geselecteerd werd voor het Artemisprogramma.
Hoburg maakt deel uit van NASA Astronautengroep 22. De leden van deze groep begonnen hun training in juni 2017 en werden in januari 2020 astronaut.
Zijn eerste ruimtevlucht SpaceX Crew-6 lanceerde op 2 maart 2023. Hoburg was de piloot van deze vlucht. Hij verbleef ongeveer 6 maanden aan boord van het Internationaal ruimtestation ISS als onderdeel van ISS-Expeditie 68 en 69.